# Yemisi Ogunleye
Yemisi Magdalena „Yemi“ Ogunleye (* 3. Oktober 1998 in Germersheim) ist eine deutsche Kugelstoßerin. Bei den Olympischen Spielen 2024 in Paris wurde sie Olympiasiegerin.

## Leben
Ogunleye hat einen aus Nigeria stammenden Vater und eine deutsche Mutter und wuchs in Bellheim auf. Nach Anfängen im Ballett und Turnen auf Wettkampfebene beim TV Schwegenheim gelangte sie zum Sechskampf mit den Turndisziplinen Boden, Barren und Sprung und den Leichtathletikdisziplinen Sprint, Weitsprung und Kugelstoßen. Letztere trainierte sie bei der TSG Haßloch. Da ihre Körpergröße für das Turnen ein Nachteil und für die Leichtathletik von Vorteil war, wechselte sie mit 13 Jahren komplett vom Turnen zum Siebenkampf. Mit 15 und erneut mit 16 Jahren verletzte sie sich an Kreuzband und Meniskus und hatte zwei Knieoperationen. Sie musste sportlich zwei Jahre pausieren, den Mehrkampf aufgeben und konzentrierte sich auf das Kugelstoßen.
Nach Knieproblemen stieg Ogunleye 2020 vom Angleiten auf die Drehstoßtechnik um. 2020 und 2021 erreichte sie bei den Deutschen Meisterschaften jeweils einen dritten Platz. 2022 wurde sie Vierte und in die Sportfördergruppe der Bundeswehr aufgenommen.
2023 kam es innerhalb weniger Tage zu einer Leistungsexplosion, die sie, wie der Deutsche Leichtathletik-Verband titelte, von der Ersatzbank in die Weltklasse führte. Bei den deutschen Hochschulmeisterschaften am 18. Mai in Darmstadt erzielte sie eine neue persönliche Bestleistung von 18,20 m, die sie zwei Tage später, bei den Halleschen Werfertagen, auf 18,53 m steigerte, um am 28. Mai 2023, beim Pfingstsportfest Rehlingen, mit drei Stößen über 19 Meter auf 19,31 m vorzustoßen. Damit erfüllte sie die 18,80-Meter-Norm für die Weltmeisterschaften im August 2023 in Budapest, wo sie in der Qualifikation ihre Bestmarke auf 19,44 m steigerte. Für den zweiten Platz zuvor bei den Deutschen Meisterschaften 2023 in Kassel genügten ihr 17,91 m.
2024 stieß Ogunleye bei den Hallenweltmeisterschaften 2024 in Glasgow erstmals über 20 Meter. Mit einer Weite von 20,19 m wurde sie hinter der Kanadierin Sarah Mitton Vizeweltmeisterin. Bei den Europameisterschaften im Juni 2024 in Rom gewann sie mit 18,62 m Bronze und wurde mit 19,25 m im selben Monat Deutsche Meisterin. Bei den Olympischen Spielen 2024 in Paris gewann sie mit 20,00 m im letzten Versuch die Goldmedaille.
Bei den Deutschen Hallenmeisterschaften 2025 in Dortmund konnte Ogunleye ihre bisherige persönliche Bestleistung von 20,19 Metern nochmals übertreffen und wurde mit eine Weite von 20,27 Metern Deutsche Hallen-Meisterin. Bei den Halleneuropameisterschaften 2025 in Apeldoorn gewann Ogunleye Silber.
Ihre Trainerin ist Iris Manke-Reimers. Ogunleye hat den Bachelor-Studiengang in Sonderpädagogik an der PH Heidelberg abgeschlossen.

## Religion
Als Kinder wurden Ogunleye und ihr Bruder von der Mutter in die Kirche „geschleppt“ und saßen dort nur, um ihr einen Gefallen zu tun. Mit 14 Jahren und in einer schwierigen Lebensphase fand sie für sich zu Gott und ist seitdem mit der Karlsruher Pfingstgemeinde Christ Gospel City verbunden. Um anderen Menschen damit zu helfen, macht sie ihren Glauben öffentlich. Vor dem entscheidenden letzten Stoß zur Olympiagoldmedaille 2024 betete sie. Für ihr öffentliches Jesus-Zeugnis in verschiedenen Medien wird sie im Mai 2025 in Stuttgart mit dem Goldenen Kompass ausgezeichnet.

## Auszeichnungen
- 2024: Deutschlands Leichtathletin des Jahres[16]
- 2024: 2. Platz bei der Wahl zur Deutschlands Sportlerin des Jahres

## Bestleistungen
- Freiluft: 20,00 m, 9. August 2024, Paris, Olympische Spiele 2024
- Halle: 20,27 m, Februar 2025, Dortmund, Deutsche Hallenmeisterschaften 2025